# 公立函館未來大學
公立函馆未来大学（日语：／），簡稱未來大。是一所位于日本北海道函馆市的公立大学，為道南地區唯一的公立大學。
該校於西元2000年成立，為專精於系統資訊科學的單一學科大學，校園建築由山本理顯設計，分為本棟和研究棟。

## 沿革

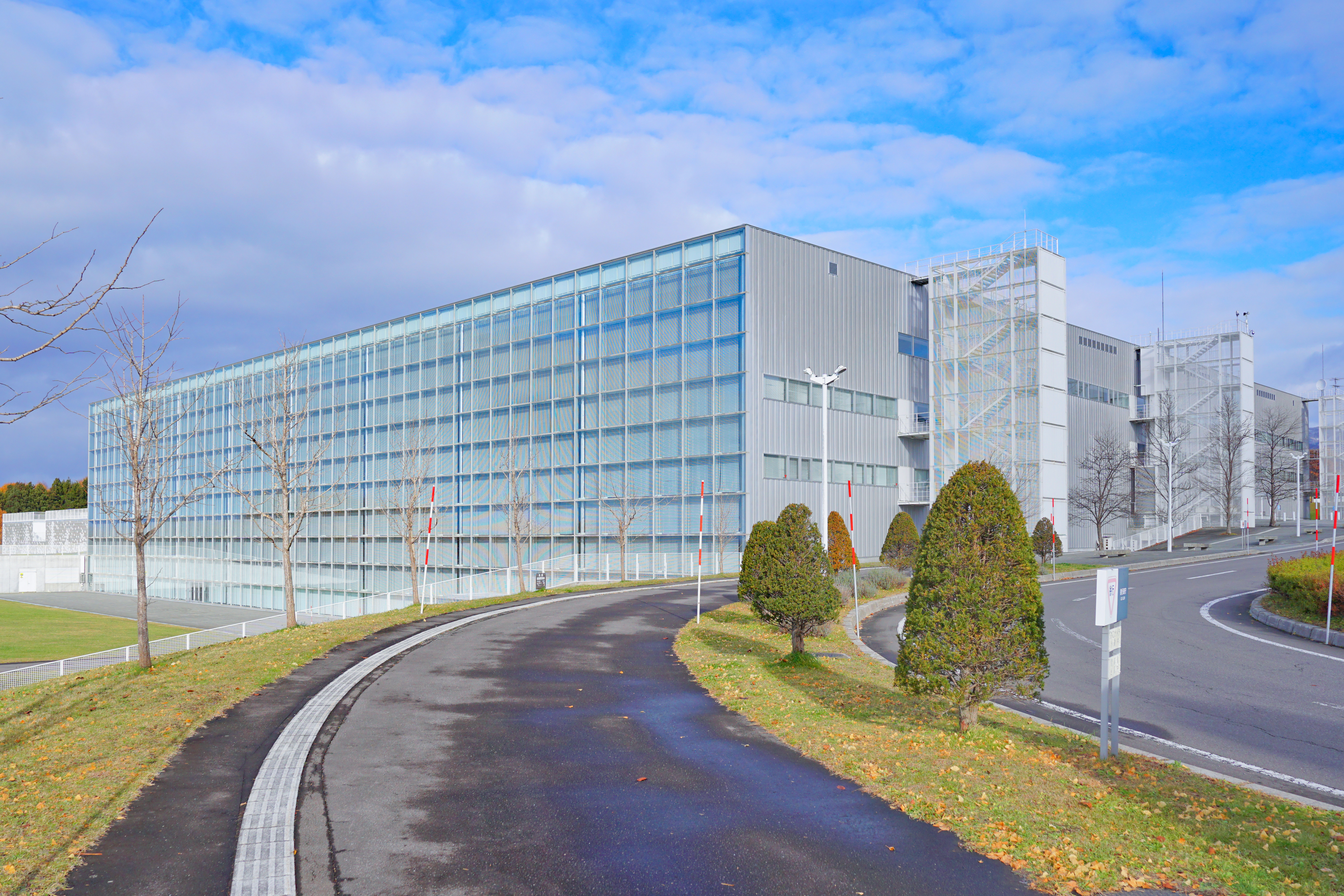
函館未來大學本棟，由山本理顯設計

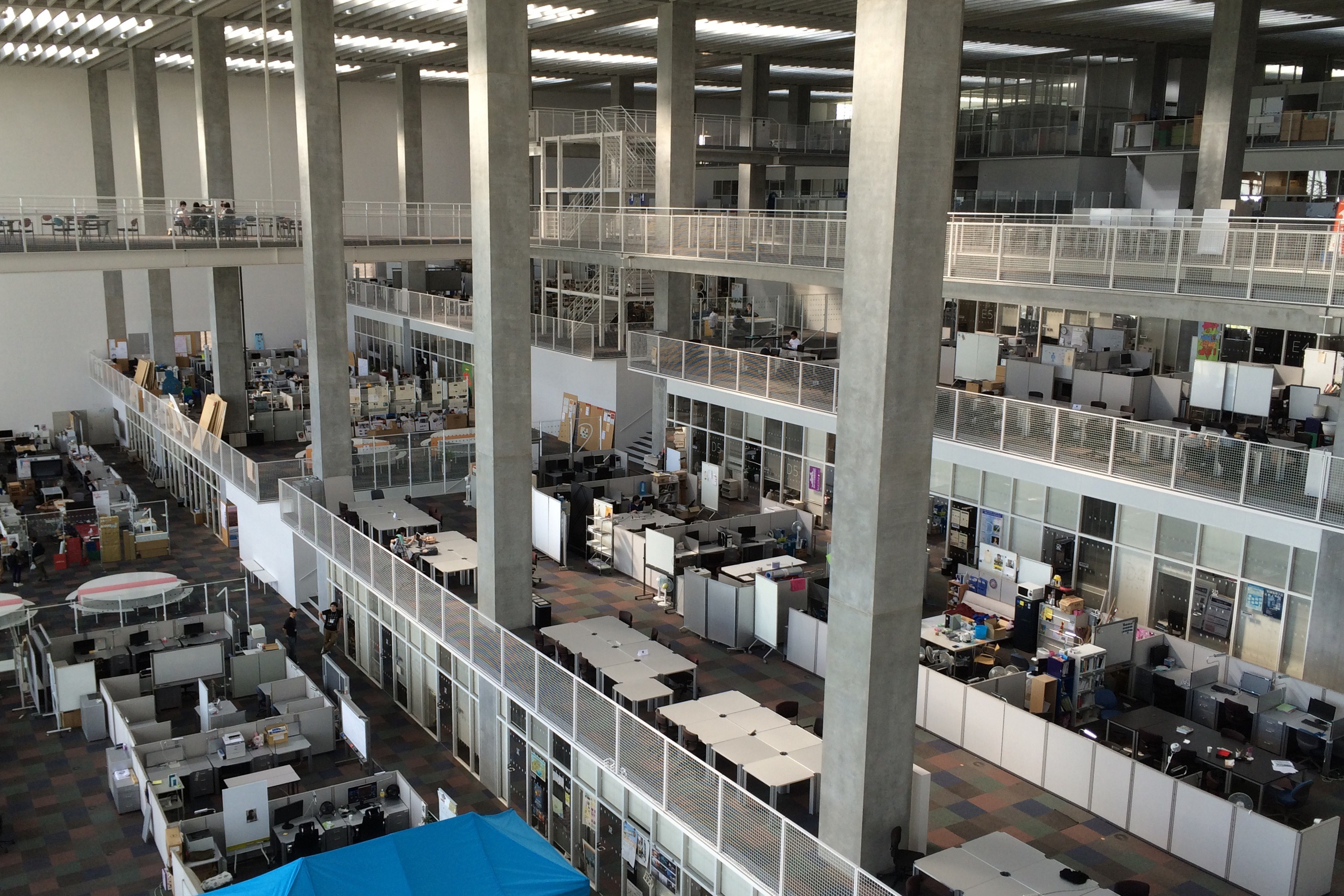
函館未來大學本棟內部

- 2000年4月，公立函館未來大學創校、系統資訊科學部設立
- 2003年4月，成立系統資訊科學研究所(大學院)
- 2005年，未來大學研究棟啟用。

## 組織

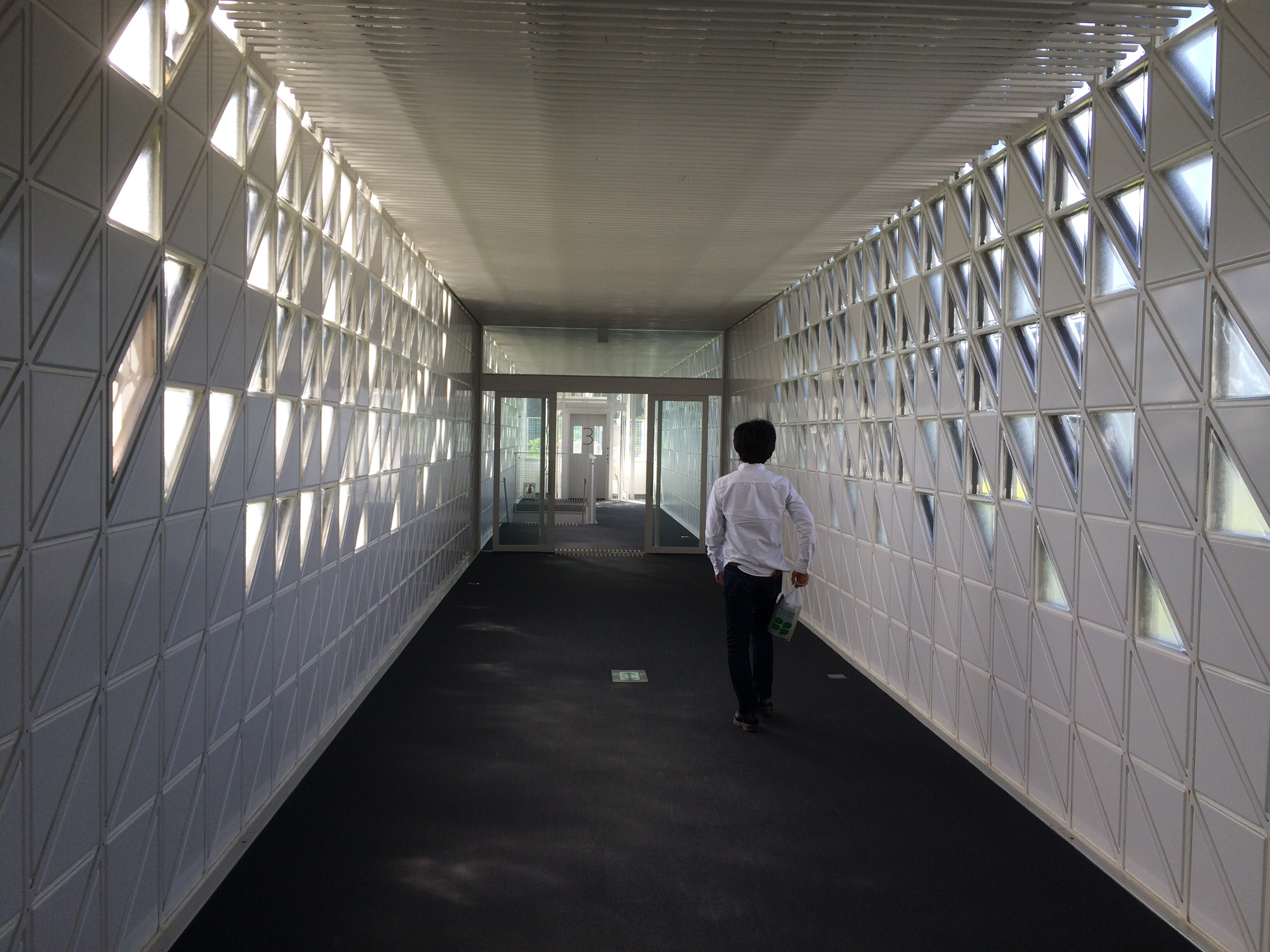
函館未來大學研究棟通道

### 大學部
- 系統情報科學學院 
  - 複雜系知能學系

```
 複雜系課程
 知能系統課程
```

- - 資訊建構學系(Department of Information Architecture)

```
 情報系統課程(Information Systems Course)
 高度ICT課程(Information and Communication Technology)
 情報設計課程(Information Design Course)
```

### 大学院
- 系统信息科学研究科 
  - 系统信息科学专业